# أنطونيو جيتا
أنطونيو جيتا (بالإيطالية: Antonio Gaeta)‏ هو لاعب كرة قدم إيطالي في مركز الهجوم، ولد في 4 أغسطس 1984 في نابولي في إيطاليا. لعب مع نادي أسكولي ونادي أنكونا ونادي لنيانو.